# Puy-Saint-Eusèbe
Pour les articles homonymes, voir Saint-Eusèbe.
Puy-Saint-Eusèbe est une commune française située dans le département des Hautes-Alpes en région Provence-Alpes-Côte d'Azur.

## Géographie

### Localisation
La commune de Puy-Saint-Eusèbe est accrochée au flanc sud-ouest du Mont Guillaume (2 552 m), à l'extrême sud du massif des Écrins. Elle s'étage sur plus de 5 kilomètres du nord au sud, est limitée à l'ouest par le ravin du torrent de Réallon et à l'est par sa commune jumelle de Puy-Sanières, et domine le lac de Serre-Ponçon sans cependant l'atteindre. Son orientation vers le sud-ouest lui donne un bon ensoleillement, mais ne la protège pas des vents d'ouest ou de sud porteurs de pluie.
Le village est éclaté en plusieurs hameaux situés sur un large replat entre 1 100 et 1 300 mètres d'altitude : l'Église à l'est, le Villard au nord-ouest, les Pins au sud, le nouveau village au centre.
La station de ski de Réallon fait face à Puy-Saint-Eusèbe, sur la rive droite du torrent de Réallon.

### Communes limitrophes
Quatre communes jouxtent Puy-Saint-Eusèbe :
| Réallon |                  |              |
|         | Puy-Saint-Eusèbe | Embrun       |
|         | Savines-le-Lac   | Puy-Sanières |

### Voies de communication et transports
Puy-Saint-Eusèbe est situé à 8 kilomètres à l'ouest d'Embrun, 8 kilomètres au nord de Savines, et 35 kilomètres à l'est de Gap (distances de chef-lieu à chef-lieu par la route).
Les lieux-dits sont accessibles par les routes départementales 9 (entre Réallon et Embrun), 641 et 741 depuis Savines-le-Lac, la RD 741 constituant l'accès le plus direct pour rejoindre Le Villard. Il existe aussi une D 109a.

### Climat
Pour des articles plus généraux, voir Climat de Provence-Alpes-Côte d'Azur et Climat des Hautes-Alpes.
En 2010, le climat de la commune est de type climat des marges montargnardes, selon une étude du Centre national de la recherche scientifique s'appuyant sur une série de données couvrant la période 1971-2000. En 2020, Météo-France publie une typologie des climats de la France métropolitaine dans laquelle la commune est exposée à un climat de montagne ou de marges de montagne et est dans la région climatique Alpes du sud, caractérisée par une pluviométrie annuelle de 850 à 1 000 mm, minimale en été.
Pour la période 1971-2000, la température annuelle moyenne est de 8,6 °C, avec une amplitude thermique annuelle de 17,8 °C. Le cumul annuel moyen de précipitations est de 1 023 mm, avec 7,8 jours de précipitations en janvier et 6 jours en juillet. Pour la période 1991-2020, la température moyenne annuelle observée sur la station météorologique de Météo-France la plus proche, « Embrun », sur la commune d'Embrun à 8 km à vol d'oiseau, est de 11,1 °C et le cumul annuel moyen de précipitations est de 732,6 mm. 
La température maximale relevée sur cette station est de 38,4 °C, atteinte le 28 juin 2019 ; la température minimale est de −19,1 °C, atteinte le 9 janvier 1985,,.
Les paramètres climatiques de la commune ont été estimés pour le milieu du siècle (2041-2070) selon différents scénarios d'émission de gaz à effet de serre à partir des nouvelles projections climatiques de référence DRIAS-2020. Ils sont consultables sur un site dédié publié par Météo-France en novembre 2022.

## Urbanisme

### Typologie
Au 1er janvier 2024, Puy-Saint-Eusèbe est catégorisée commune rurale à habitat dispersé, selon la nouvelle grille communale de densité à 7 niveaux définie par l'Insee en 2022.
Elle est située hors unité urbaine. Par ailleurs la commune fait partie de l'aire d'attraction d'Embrun, dont elle est une commune de la couronne,. Cette aire, qui regroupe 12 communes, est catégorisée dans les aires de moins de 50 000 habitants,.

### Occupation des sols
L'occupation des sols de la commune, telle qu'elle ressort de la base de données européenne d’occupation biophysique des sols Corine Land Cover (CLC), est marquée par l'importance des forêts et milieux semi-naturels (75,2 % en 2018), en diminution par rapport à 1990 (78,3 %). La répartition détaillée en 2018 est la suivante : 
forêts (45,4 %), zones agricoles hétérogènes (24,8 %), milieux à végétation arbustive et/ou herbacée (22,1 %), espaces ouverts, sans ou avec peu de végétation (7,7 %).
L'évolution de l’occupation des sols de la commune et de ses infrastructures peut être observée sur les différentes représentations cartographiques du territoire : la carte de Cassini (XVIIIe siècle), la carte d'état-major (1820-1866) et les cartes ou photos aériennes de l'IGN pour la période actuelle (1950 à aujourd'hui).

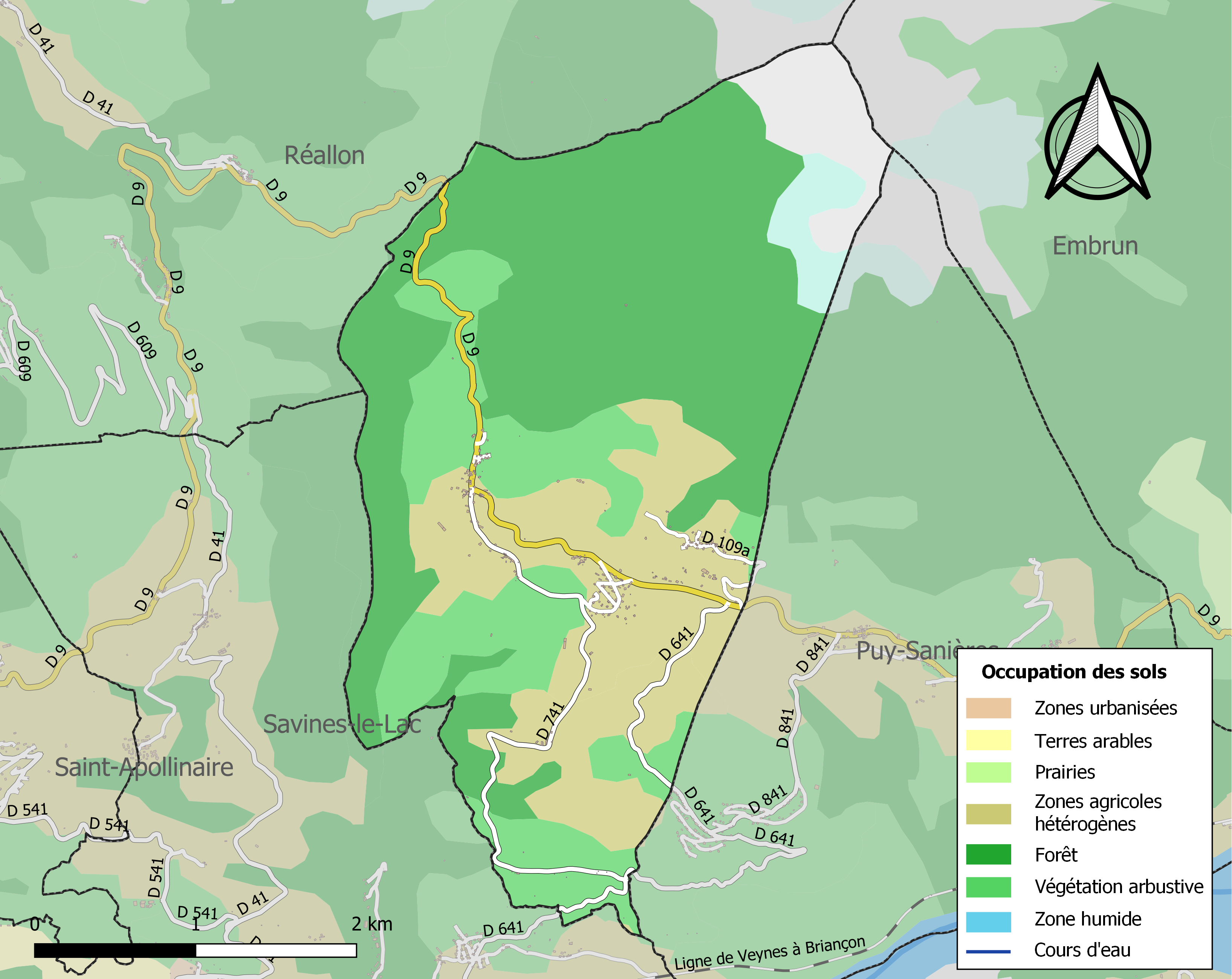
Carte de l'occupation des sols de la commune en 2018 (CLC).

## Toponymie
Le nom de la localité est attesté sous la simple appellation Sanctus Eusebius dès 1365 dans les archives de Briançon,  sous la forme Podium sancti Euzebii en 1381 dans le livre des copies d'Embrunqui, puis va devenir Puei Sant Eusèbi en occitan haut-alpin pour être francisé en Puy-Saint-Eusèbe.
Puy : du latin podium  « hauteur, lieu élevé ».

## Histoire
Bien avant que l’église du village soit reconstruite entre 1505 et 1530, elle figurait dès 1265 sous le vocable de Sanctus Eusebius. Podium Sancti Eusebii, d'où provient le nom actuel de la commune, est référé à la fin du XIVe siècle.
En 1931, le hameau du Villard, où se trouve la mairie, a été reconstruit : plusieurs glissements de terrain l’avaient menacé. Le hameau appelé « le Nouveau Village » trouve son origine dans cet événement. Ce hameau fut construit afin de reloger les habitants du Villard. Aucun autre glissement de terrain significatif ne s'étant jamais produit au hameau du Villard depuis lors, celui-ci est resté habité.

## Politique et administration

### Liste des maires
| Période                                  | Période  | Identité           | Étiquette | Qualité                                    |
| ---------------------------------------- | -------- | ------------------ | --------- | ------------------------------------------ |
| Les données manquantes sont à compléter. |          |                    |           |                                            |
| avant 1988                               |          | Louison Bonnaffoux |           | Agriculteur                                |
|                                          |          | Louis Norbert      |           | Agriculteur                                |
| 1995                                     | 2014     | Jean-Claude Dou    |           | Comptable                                  |
| 2014                                     | En cours | Gustave Bosq       | SE        | Chef d'entreprise Conseiller communautaire |

### Intercommunalité
Puy-Saint-Eusèbe fait partie : 
- jusqu'en 2016 de la communauté de communes du Savinois-Serre-Ponçon ;
- à partir du 1er janvier 2017, de la communauté de communes de Serre-Ponçon[20].

## Population et société

### Démographie
L'évolution du nombre d'habitants est connue à travers les recensements de la population effectués dans la commune depuis 1793. Pour les communes de moins de 10 000 habitants, une enquête de recensement portant sur toute la population est réalisée tous les cinq ans, les populations de référence des années intermédiaires étant quant à elles estimées par interpolation ou extrapolation. Pour la commune, le premier recensement exhaustif entrant dans le cadre du nouveau dispositif a été réalisé en 2005.

En 2022, la commune comptait 190 habitants, en évolution de +39,71 % par rapport à 2016 (Hautes-Alpes : +0,4 %, France hors Mayotte : +2,11 %).
| 1793 | 1800 | 1806 | 1821 | 1831 | 1836 | 1841 | 1846 | 1851 |
| ---- | ---- | ---- | ---- | ---- | ---- | ---- | ---- | ---- |
| 359  | 318  | 378  | 359  | 371  | 405  | 382  | 385  | 376  |

| 1856 | 1861 | 1866 | 1872 | 1876 | 1881 | 1886 | 1891 | 1896 |
| ---- | ---- | ---- | ---- | ---- | ---- | ---- | ---- | ---- |
| 346  | 370  | 345  | 354  | 343  | 355  | 375  | 302  | 323  |

| 1901 | 1906 | 1911 | 1921 | 1926 | 1931 | 1936 | 1946 | 1954 |
| ---- | ---- | ---- | ---- | ---- | ---- | ---- | ---- | ---- |
| 334  | 302  | 277  | 245  | 210  | 198  | 182  | 165  | 150  |

| 1962 | 1968 | 1975 | 1982 | 1990 | 1999 | 2005 | 2006 | 2010 |
| ---- | ---- | ---- | ---- | ---- | ---- | ---- | ---- | ---- |
| 112  | 81   | 64   | 73   | 93   | 115  | 120  | 123  | 128  |

| 2015 | 2020 | 2022 | - | - | - | - | - | - |
| ---- | ---- | ---- | - | - | - | - | - | - |
| 137  | 181  | 190  | - | - | - | - | - | - |

### Enseignement
Puy-Saint-Eusèbe dépend de l'académie d'Aix-Marseille. Elle gère une école primaire publique, où 26 élèves sont scolarisés.

### Manifestations culturelles et festivités
Le deuxième dimanche d'août a lieu la fête patronale de Puy-Saint-Eusèbe, organisée par le foyer des jeunes.

## Culture locale et patrimoine

### Lieux et monuments
L'église Saint-Eusèbe de Puy-Saint-Eusèbe a été construite entre 1505 et 1530 à l'initiative de l'archevêque Rostain d'Ancezune. Le clocher carré est accordé de côté à la nef, il comporte trois étages d'ouverture et est surmonté d'une flèche pyramidale à huit faces en pierre, entourée par quatre pyramidions à base carrée, elle est en cours de restauration. L'église a été entièrement rénovée depuis une dizaine d'années, grâce notamment aux efforts de la mairie et de l'association « Les Amis de Puy Saint Eusèbe ». L'intérieur de l'église, les vitraux, ainsi que les façades extérieures, le toit et le clocher, sont aujourd'hui en bon état.
Les deux fours à pain, situés l'un au hameau  l'Église  et l'autre au hameau  le Villard , ont également été récemment rénovés. Le four à pain du Villard est utilisé régulièrement lors de la fête patronale.
La chapelle Saint-Jacques, également récemment restaurée.
L'école, qui, après quelques années de fermeture, a rouvert depuis 1986 et comporte aujourd'hui une classe de maternelle et de primaire.

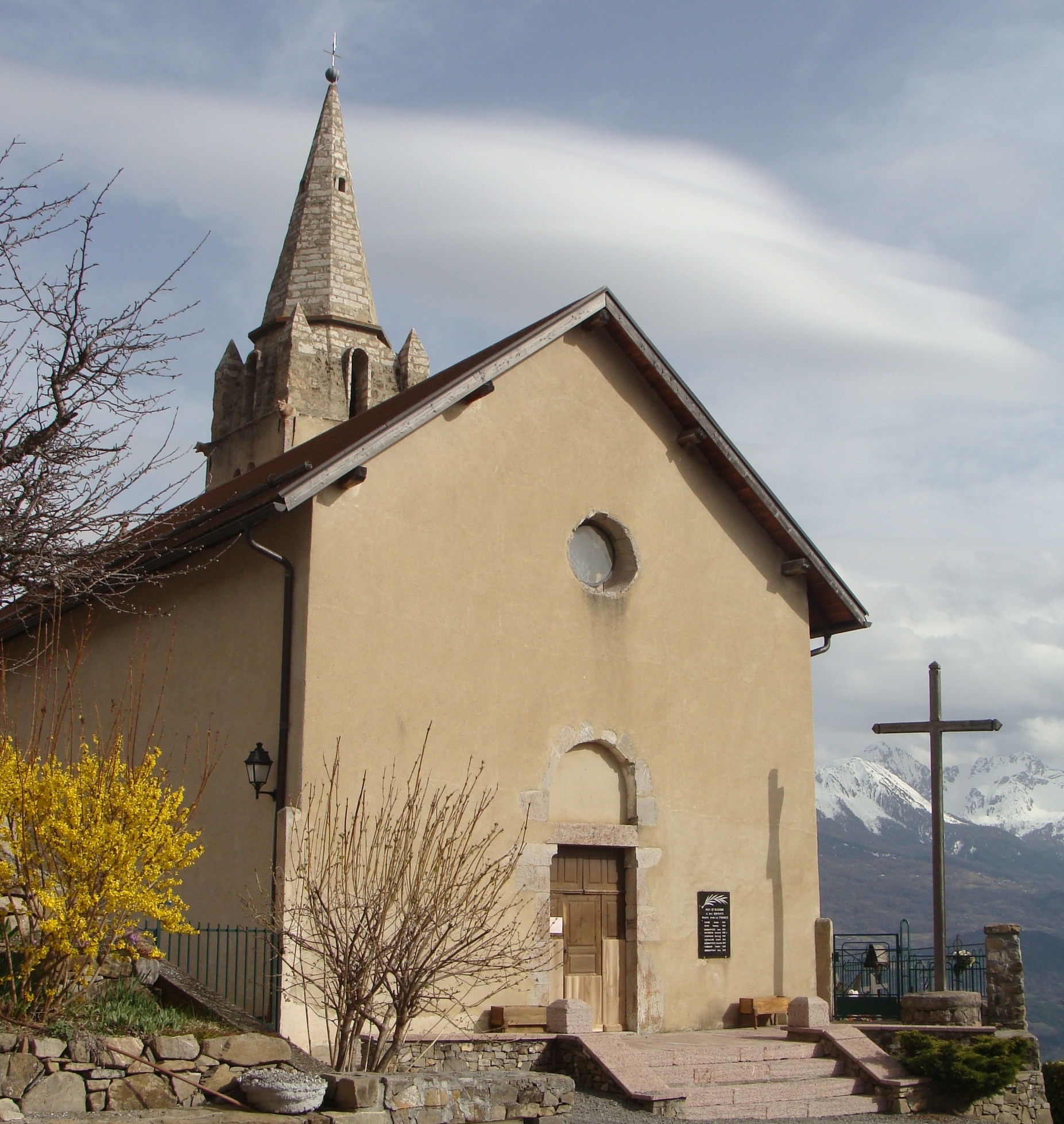
L'église.
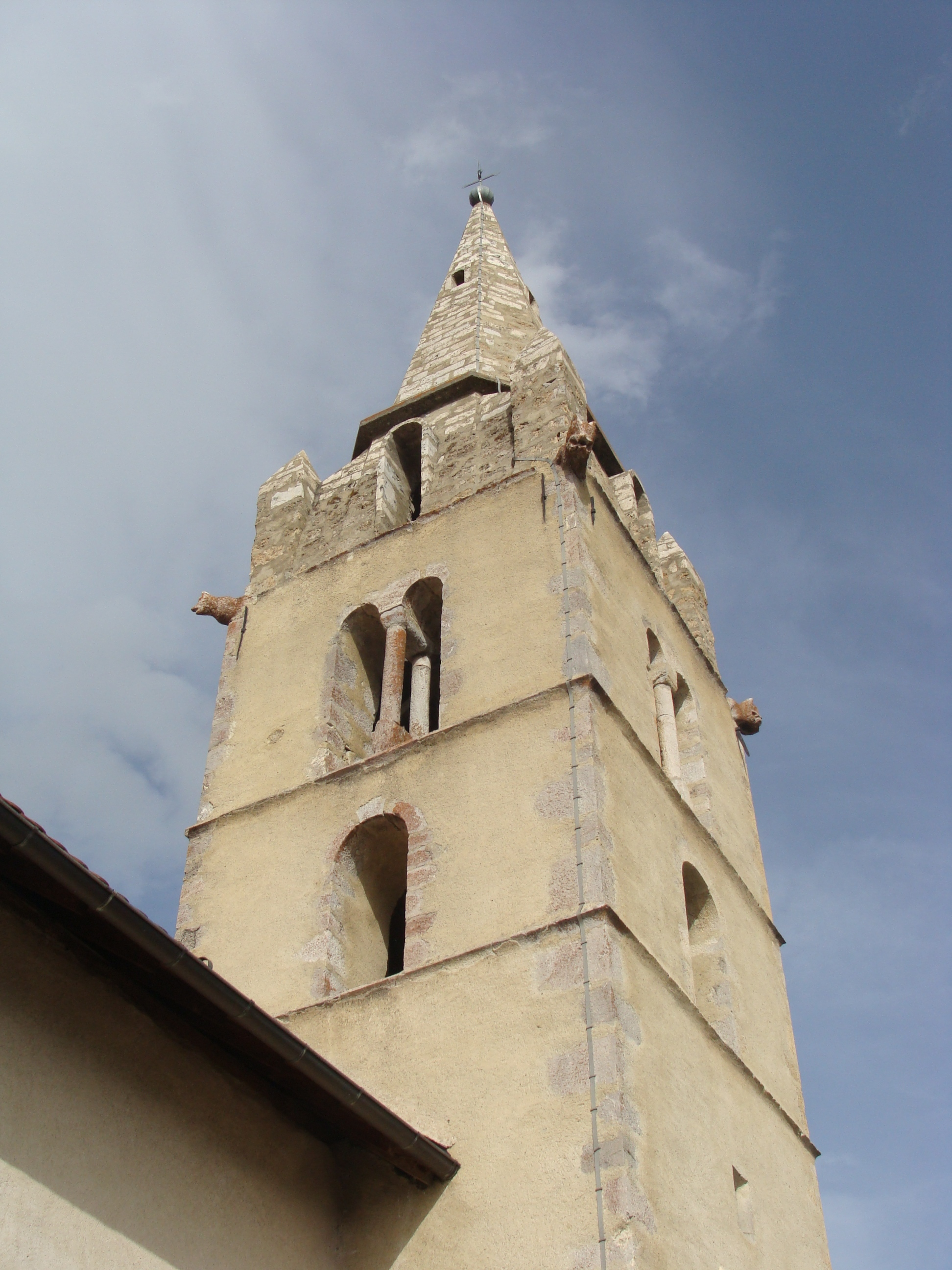
Le clocher.
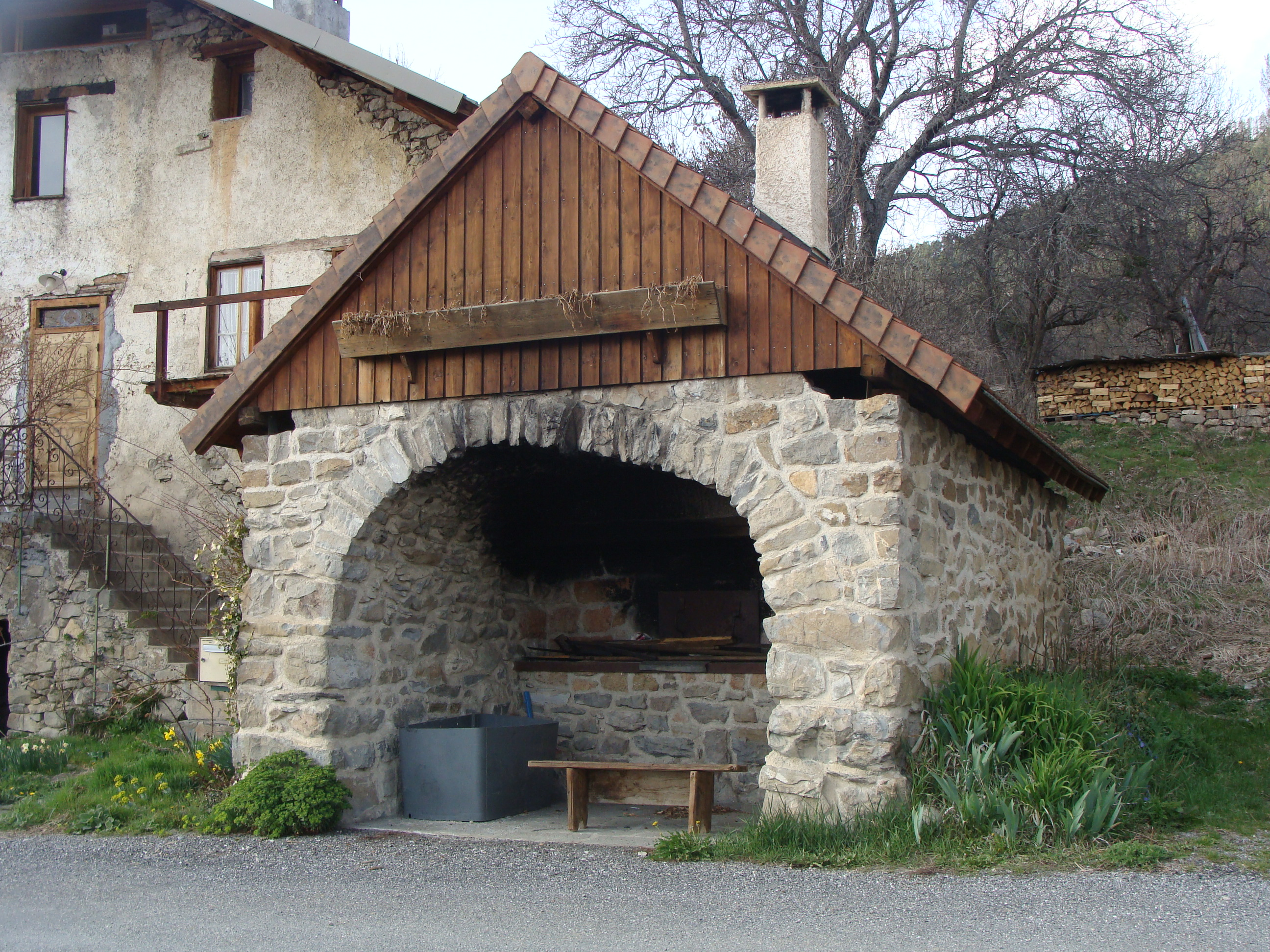
Le four à pain de l'église.
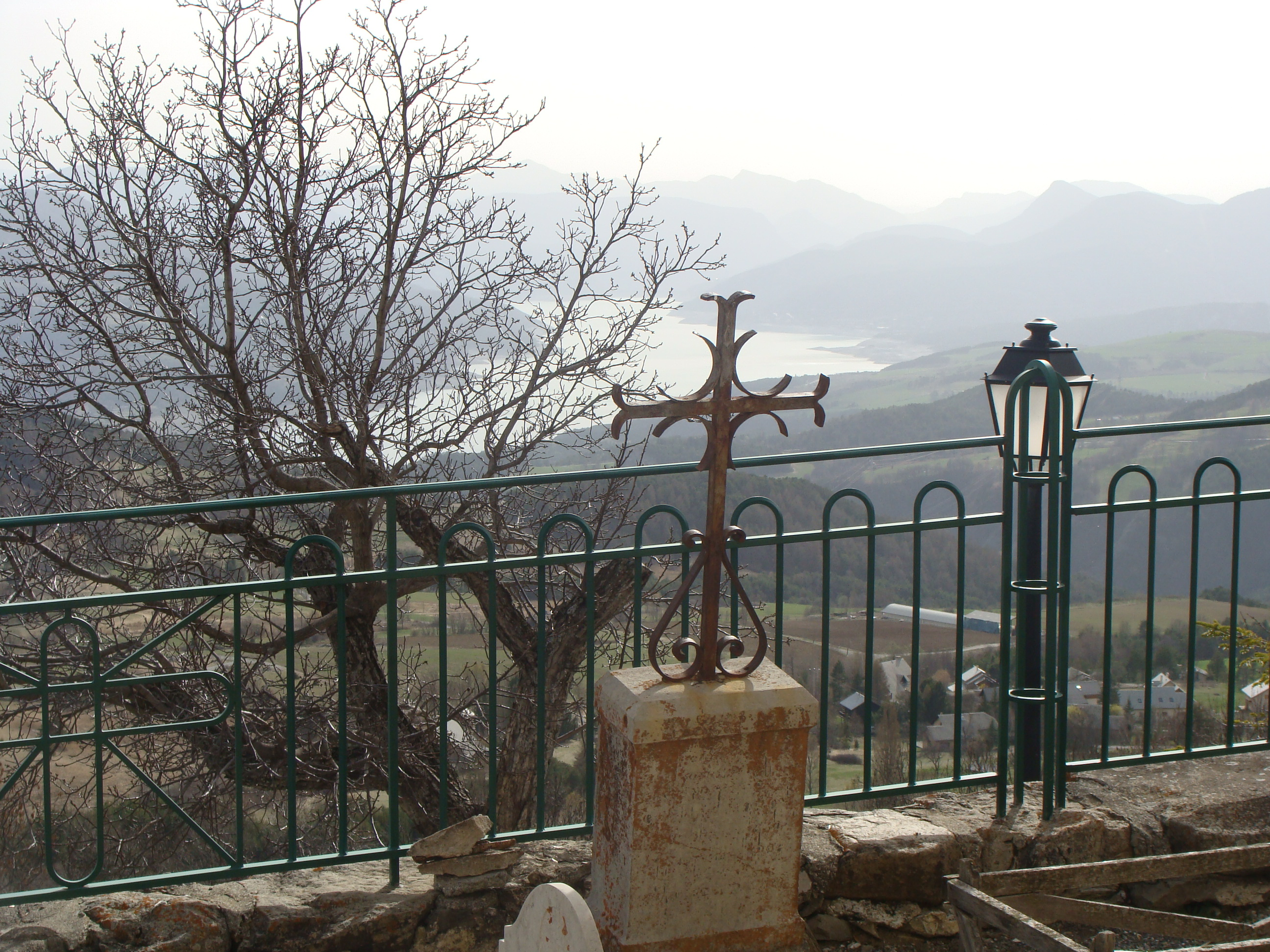
Vue sur le lac de Serre-Ponçon.

### Héraldique
| Blason de Puy-Saint-Eusèbe | Blason  | De sinople à trois huchets d'or liés de gueules, le 1er posé en bande, le pavillon en haut, le 2e posé en barre, le pavillon en haut, le 3e posé en fasce, le pavillon à senestre. |
| Blason de Puy-Saint-Eusèbe | Détails | Le statut officiel du blason reste à déterminer. |